# Chronologie de Boston
Pour des articles plus généraux, voir Boston et Histoire de Boston.

Armes de Boston

Cette chronologie de Boston liste les évènements historiques de la ville de Boston, dans l’État du Massachusetts, au Nord-Est des États-Unis.

## XVIIesiècle
- 1630 : fondation de Boston
- 1635 : fondation de la Boston Latin School
- 1636 : fondation de Harvard
- 1660 : Mary Dyer est pendue

## XVIIIesiècle
- 1704 : première édition du journal Boston News-letter.
- 1770 : massacre de Boston
- 1773 : Boston Tea Party
- 1775 : bataille de Lexington et Concord
- 1775 : bataille de Bunker Hill

## XIXesiècle
- 1823 : aménagement des premiers égouts
- 1827 : fondation du Boston College
- 1848 : ouverture de l'école de médecine féminine
- 1854 : fondation de la bibliothèque publique de Boston
- 1869 : fondation de l'université de Boston
- 1870 : fondation du musée des beaux-arts de Boston
- 1872 : grand incendie de Boston
- 1872 : création du journal Boston Globe
- 1879 : fondation du mouvement de la Science chrétienne.
- 1883 : ouverture du premier théâtre de boulevard
- 1897 : inauguration du métro
- 1897 : premier marathon de Boston
- 1899 : fondation du Simmons College
- 1900 : la première coupe Davis se déroule à Boston sur les courts en gazon du Longwood Cricket Club, du 7 août au 10 août

## XXesiècle
- 1903 : inauguration du musée Gardner
- 1906 : création de New Balance
- 1912 : construction du Fenway Park
- 1919 : grande grève de la police, grande inondation de mélasse de Boston
- 1925 : ouverture de l'Huntington Theatre
- 1927 : exécution des anarchistes italiens Sacco et Vanzetti
- 1954 : la première greffe de rein
- 1964 : premier gratte-ciel de Boston : la Prudential Tower
- 1976 : inauguration de la John Hancock Tower (241 mètres), dessinée par Ieoh Ming Pei
- 1988 : 75 State Street

## XXIesiècle
- 2013 : Attentat pendant le Marathon